# Qırıqlı (Göygöl)
Qırıqlı è un comune dell'Azerbaigian situato nel distretto di Göygöl. Conta una popolazione di 2 133 abitanti.